# جونستون فرناندو
جونستون فرناندو هو سياسي سريلانكي، ولد في 5 ديسمبر 1964. حزبياً، نشط في الحزب الوطني المتحد. وقد انتخب عضو برلمان سريلانكا عن دائرة Kurunegala Electoral District ‏ وقد انضم خلال فترته النيابية ‏ للكتلة البرلمانية تحالف الحرية الشعب الاتحادي.